# Disonycha varicornis
Disonycha varicornis es una especie de escarabajo del género Disonycha, familia Chrysomelidae. Fue descrita científicamente por Horn en 1889.
Habita en América Central y del Norte (California hasta Arizona) y desde Texas hasta México. Mide 6-7 mm.